# Igor Burzanović
Igor Burzanović est un footballeur international monténégrin né le 25 août 1985 à Podgorica. Il évolue au poste d'attaquant.

## Carrière
- 1998-jan. 2007 :  Buducnost Podgorica
- jan. 2007-2009 :  Étoile rouge de Belgrade
- jan. 2009-2009 :  FK Budućnost Podgorica （prêt）
- depuis 2009-2011 :  Nagoya Grampus

## Palmarès
- Championnat du Japon :
  - Champion en 2010 (Nagoya Grampus)

- Supercoupe du Japon :
  - Vainqueur en 2011 (Nagoya Grampus)